# Lon3r Johny
Lon3r Johny, pseudonimo di João Freixo (Lisbona, 22 marzo 1994), è un rapper portoghese.

## Biografia
Inizia a fare musica nel 2012, e pubblica i suoi primi tre EP su SoundCloud tra il 2017 e il 2018. Nello stesso anno firma per l'etichetta Think Music del rapper ProfJam, guadagnando notorietà. Il 24 aprile 2021 pubblica il suo primo album in studio, A nave vai em tour, che lo posiziona tra i rapper più influenti della scena portoghese. Nell'estate 2022 si esibisce alla prima edizione europea del festival hip hop Rolling Loud, tenutasi a Portimão.
Nell'ottobre 2022 è la volta dell'EP Vida Rockstar, mentre il 1º aprile 2023 esce a sorpresa l'EP Antissocial, realizzato insieme al rapper Plutónio. Il suo secondo album, Ligação Tokyo, viene reso disponibile il 10 novembre dello stesso anno.

## Discografia

### Album in studio
- 2021 – A nave vai em tour
- 2023 – Ligação Tokyo

### Mixtape
- 2021 – Dubai Tape (con Cripta)

### EP
- 2017 – Sangue frio
- 2017 – DarkSide
- 2018 – Goth Lullaby
- 2022 – Vida Rockstar
- 2023 – Antissocial (con Plutónio)